# Lauris Norstad

Lauris Norstad, Juli 1945

Lauris Norstad (* 24. März 1907 in Minneapolis, Minnesota; † 12. September 1988 in Tucson, Arizona) war General der US Air Force und von 1956 bis 1963 Supreme Allied Commander Europe (SACEUR) der NATO.

## Militärische Laufbahn

### Frühe Jahre
Norstad war skandinavischer Abstammung und schloss am 12. Juni 1930 die U.S. Military Academy in West Point, New York als 139. der Klasse 241 ab, erhielt sein Offizierspatent als Second Lieutenant und wurde zum Kavallerieoffizier ausgebildet. Ab September desselben Jahres absolvierte er die Grundausbildung für Flieger in March Field, Kalifornien, schloss danach die erweiterte Flugschule ab und wurde im Juni 1931 zum U.S. Army Air Corps versetzt. Im Januar 1932 wurde Norstad dann zur 18th Pursuit Group (Schofield Barracks, Hawaii) versetzt und übernahm im Juli 1933 schließlich deren Kommando. Im März 1936 wurde er dann zum Adjutanten des Kommandeurs der 9th Bombardment Group auf Hawaii und diente in dieser Position bis zum September 1939. Nun wurde er zur Air Corps Tactical School nach Maxwell Field, Alabama versetzt, schloss diese drei Monate später ab und wurde als Leitender Offizier zur Navigationsschule der 9th Bombardment Group versetzt.

### Erste Stabsverwendungen und Zweiter Weltkrieg
Ein halbes Jahr später, im Juli 1940, wurde Norstad Adjutant des Kommandeurs der 25th Bombardment Group, Langley Field, Virginia. Im November desselben Jahres wurde er dann als Major zum assistierenden Stabschef für den Nachrichtendienst im Hauptquartier des U.S. Army Air Corps ernannt. Nach anderthalb Jahren, im Februar 1942, wurde Norstad als Lieutenant Colonel Mitglied im Beraterstab des Kommandierenden Generals Henry H. Arnold der nun umbenannten US Army Air Forces in Washington, D.C. Im August 1942 wurde Norstad zum Colonel befördert und übernahm den Posten des assistierenden Stabschefs für Operationen der 12. US-Luftflotte, wurde im Monat darauf nach England und bis zum Oktober nach Algier in Französisch-Nordafrika verlegt. Im Februar 1943 wurde er zum Brigadier General befördert und übernahm zusätzlich den Posten des assistierenden Stabschefs für Operationen der Northwest African Air Forces. In dieser Verwendung war er an der Entwicklung der Pläne für die Luftoperationen bei den Landungen der alliierten Streitkräfte in Sizilien (Operation Husky) und Italien (Operation Avalanche) beteiligt. Ende 1943, im Dezember, wurde er Direktor für Operationen der Alliierten Luftstreitkräfte im Mittelmeer in Algier und zwei Monate später nach Caserta, Italien, verlegt.
Im August 1944 wurde Norstad nach Washington (D.C.) versetzt und diente dort als Stabschef der neu aufgestellten 20. US-Luftflotte, die später den Luftkrieg gegen Japan führte und unter anderem den Abwurf der Atombomben über Hiroshima und Nagasaki durchführte, und zusätzlich als stellvertretender Stabschef des Air Staff im Hauptquartier der US Army Air Forces. Diesen zusätzlichen Posten gab er am 8. Mai 1945 wieder ab, um einen anderen zusätzlichen Posten als assistierender Stabschef für Planungen im Hauptquartier zu übernehmen und die Beförderung zum Major General zu erhalten. Im Februar 1946 gab er dann erst den Posten des Stabschefs der 20. US-Luftflotte und schließlich im Juni auch den des assistierenden Stabschefs für Planungen im Hauptquartier ab und wurde zum Direktor der Planungs- und Operationsabteilung unter Secretary of War Kenneth C. Royall im US-Kriegsministerium ernannt. In dieser Verwendung war er für die Reorganisation der US-Luftstreitkräfte nach dem Zweiten Weltkrieg verantwortlich. Zusammen mit dem stellvertretenden Chief of Naval Operations, Vice Admiral Forrest P. Sherman, half er in den Verhandlungen zwischen der US Navy und der US Army den National Security Act von 1947 zu erarbeiten und durchzusetzen.

### Dienst in Europa
Am 1. Oktober 1947 wurde er zum Lieutenant General befördert und zum stellvertretenden Stabschef für Operationen der nunmehr unabhängigen Teilstreitkraft US Air Force ernannt. Im Mai 1948 übernahm er dann zusätzlich den Posten des amtierenden stellvertretenden Chief of Staff of the Air Force unter Hoyt S. Vandenberg.
Im Oktober 1950 wurde Norstad nach Europa versetzt und übernahm in Wiesbaden das Kommando der United States Air Forces in Europe (USAFE). Am 2. April 1951 übernahm er zusätzlich den Posten des Kommandierenden Generals der Alliierten Luftstreitkräfte Mitteleuropa der NATO und wurde im Juli 1952 zum General befördert. Ein Jahr später, am 27. Juli 1953, wurde er als stellvertretender Oberkommandeur Luftstreitkräfte dem Supreme Allied Commander Europe (SACEUR), Alfred M. Gruenther, im Supreme Headquarters Allied Powers Europe (SHAPE) unterstellt.
Am 20. November 1956 folgte Norstad auf Befehl des ehemaligen SACEUR und nunmehrigen US-Präsidenten Dwight D. Eisenhower Gruenther auf den Posten des SACEUR und übernahm zudem das Kommando des US European Command. Während dieser Verwendung wurde im August 1961 die Berliner Mauer fertiggestellt und damit die Teilung Berlins zementiert. In seiner Position als oberster Befehlshaber der NATO in Europa wandte sich Norstad wiederholt gegen den schleppenden Aufbau der NATO-Streitkräfte. Er konnte sich jedoch mit der von ihm geforderten Ausstattung der Streitkräfte mit Mittelstreckenraketen (allgemein als Norstad-Plan bezeichnet) nicht durchsetzen, da sich die US-Regierung unter John F. Kennedy gegen eine selbstständige NATO-Atomstreitkraft aussprach. Norstad reichte daher seinen Rücktritt als SACEUR ein und sollte den Posten am 1. November 1962 abgeben. Das Kommando über das US European Command gab er daher schon am 1. November an Lyman L. Lemnitzer ab. Der Nordatlantikrat beschloss jedoch, dass Norstad wegen der kritischen Lage während der Kuba-Krise im Oktober 1962 vorerst auf seinem Posten als SACEUR bleiben sollte.
1962 kontaktierte Helmut Schmidt während der Hamburger Sturmflut Norstad und erreichte, dass – fernab des formalen Dienstweges – über 90 Hubschrauber zur Rettung der Hamburger Bevölkerung zur Verfügung gestellt wurden.
Am 1. Januar 1963 gab er dann schließlich das Kommando an Lemnitzer ab und trat in den Ruhestand.
Von 1963 bis 1972 war er Präsident der Owens Corning Fiberglas Corporation in New York, arbeitete bis 1967 als CEO und danach bis 1972 als Vorstandsvorsitzender.
Lauris Norstad starb am 12. September 1988 an einem Herzstillstand. Seine Ruhestätte ist in Sektion 2, Grab 4954, auf dem Nationalfriedhof Arlington.
Norstad gilt als Architekt der US Air Force und der Luftstreitkräfte der NATO.

## Auszeichnungen
Auswahl der Dekorationen, sortiert in Anlehnung der Order of Precedence of the Military Awards:
- Air Force Distinguished Service Medal (2 ×)
- Silver Star
- Legion of Merit (2 ×)
- Air Medal
- Großkreuz des Verdienstordens der Bundesrepublik Deutschland
- Großkreuz der französischen Ehrenlegion
- Großkreuz des Sankt-Olav-Ordens